# Plötzlich Gigolo
Plötzlich Gigolo (Originaltitel: Fading Gigolo) ist eine US-amerikanische Filmkomödie von John Turturro aus dem Jahr 2013. In den deutschen Kinos lief er am 6. November 2014 an.

## Handlung
Murrays Buchladen in New York trägt sich nicht mehr, und er muss ihn schließen. Um Geld zu verdienen, überredet Murray seinen Freund Fioravante, der in einem Blumenladen arbeitet, als Gigolo einsame, aber wohlhabende Frauen zu trösten. Der kann sich diese Rolle zunächst nicht vorstellen, stimmt aber angesichts Stapel unbezahlter Rechnungen zu. Als Künstlernamen wählen sie „Dan Bongo“ für Murray als Manager und „Virgil“ für Fioravante.
Erste Kundin ist Dr. Parker, Murrays Hautärztin. Die ist von Fioravantes Fähig- und Fertigkeiten entzückt. Fioravante erhält einen gut gefüllten Umschlag;  auch Dr. Parkers Freundin Selima nimmt Fioraventes Dienste in Anspruch.
Als nächste Kundin akquiriert Murray die Rabbinerwitwe Avigal. Deren Stimmungslage bessert sich deutlich durch Fioravantes feinfühlige Betreuung. Allerdings wird Avigal von ihrem Nachbarn Dovi überwacht, dieser arbeitet für die jüdische Bürgerwacht Shomrim und hat selbst ein Auge auf die schöne Witwe geworfen. Selima und Dr. Parker buchen Fioravante für eine ménage-à-trois. Beide sind guter Stimmung, diesmal jedoch versagt Fioravante; scharfsinnig analysiert Dr. Parker, er sei in Avigal verliebt.
Derweil lässt Dovi Murray vor ein Rabbinergericht schleppen. Bevor ihn die bärtigen, alten Männer verurteilen können, tritt Avigal auf und gesteht, von einem Mann berührt worden zu sein. „Aus Einsamkeit“. Murray ist wieder frei. Dovi fährt Avigal im Streifenwagen heim und gesteht ihr seine Liebe. Als sie bemerkt, sie sage nicht, dass sie ihn nicht liebe, keimt Hoffnung bei Dovi auf.
Avigal verabschiedet sich von Fioravante. Der will daraufhin die Stadt verlassen, trifft Murray in einem Lokal und schenkt ihm eine Blume. Murray knüpft Kontakte zu einer attraktiven Frau, die auch in dem Lokal sitzt, und wirbt mit Fioravantes Dienstleistungen als „Klempner und Elektriker“. Die Frau sagt, sie würde sich daran erinnern. Ob Fioravante wirklich fährt, bleibt am Ende des Filmes offen.

## Rezeption
Bei der Berliner Zeitung urteilt Gerhard Midding: „Dieser Film verlangt von allen Beteiligten ein gerütteltes Maß an Fantasie: von den Künstlern vor und hinter der Kamera, bestimmt auch von ihren Finanziers und erst recht von den Kinogängern. Das muss man sich nämlich erst mal vorstellen: Woody Allen als Zuhälter; John Turturro als erfolgreiche männliche Hure; Sharon Stone als schüchterne Ärztin, die Angst hat, erotisch etwas verpasst zu haben; und Vanessa Paradis als Witwe eines Rabbis! Allenfalls Liev Schreiber als koscheren Polizisten mag man auf Anhieb akzeptieren.“
In der Welt ist zu lesen: „‚Plötzlich Gigolo‘ hat in seiner Haltung anfangs alles, um als Film liebgehabt zu werden, seine Sanftheit mutiert jedoch zur Verzagtheit eines Liebhabers, der vor lauter Freundlichkeit nicht weiß, dass und wann er auch mal zupacken darf.“ Weiterhin heißt es: „dem Film geht auf halber Strecke gründlich die Puste aus, als habe Turturro doch noch der Mut verlassen, sein lustfreundliches Konzept durchzuziehen.“
Frank Arnold von epd Film vergab 4 von 5 Sternen. Er lobte Turturro, „dessen Ausflüge hinter die Kamera immer wieder Ungewöhnliches“ hervorbrächten. Die von Woody Allen verkörperte Figur des Murray erinnere „an viele Figuren aus seinen eigenen frühen Filmen, etwas weniger linkisch, dafür mit einem ausgeprägten Geschäftssinn; seine Dialoge“ seien „Allen pur“. Turturro hingegen belasse seinem „Fioravante viele Geheimnisse, einige Großaufnahmen machen allerdings klar, dass er geschickt mit seinen Händen“ sei.
Die Deutsche Film- und Medienbewertung FBW in Wiesbaden verlieh dem Film das Prädikat besonders wertvoll.